# Chrysanympha formosa
Chrysanympha formosa är en fjärilsart som beskrevs av Augustus Radcliffe Grote 1865. Chrysanympha formosa ingår i släktet Chrysanympha och familjen nattflyn. Inga underarter finns listade i Catalogue of Life.